# Fresquel
Der Fresquel ist ein Fluss in Frankreich, der überwiegend im Département Aude in der Region Okzitanien verläuft und in seinem Oberlauf auch eine kleine Schleife ins benachbarte Département Haute-Garonne zieht. Er entspringt im Gemeindegebiet von Baraigne, entwässert anfangs in nordwestlicher Richtung, erreicht beim Col de Naurouze die Scheitelhaltung des Canal du Midi, unterquert diesen, dreht auf Südost und folgt dem Kanal in unterschiedlichem Abstand. Der Fresquel mündet nach rund 63 Kilometern am nordöstlichen Stadtrand von Carcassonne nach neuerlicher Unterquerung des Canal du Midi als linker Nebenfluss in die Aude.

## Orte am Fluss
- Baraigne
- Labastide-d’Anjou
- Saint-Martin-Lalande
- Villepinte
- Alzonne
- Pezens
- Pennautier
- Carcassonne

## Sehenswürdigkeiten
- in Naurouze
  - achteckiges Bassin zur Wasserversorgung des Canal du Midi aus dem 17. Jahrhundert
  - Obelisk zur Erinnerung an den Erbauer des Kanals, Pierre-Paul Riquet